# Raleigh (Iowa)
Pour les articles homonymes, voir Raleigh.
Raleigh est une communauté non constituée en municipalité, du comté d'Emmet en Iowa, aux États-Unis. La ville est fondée en 1899.
Le bureau de poste est inauguré en 1900 et fermé en 1920,.

## Source de la traduction
- (en) Cet article est partiellement ou en totalité issu de l’article de Wikipédia en anglais intitulé « Raleigh, Iowa » (voir la liste des auteurs).